# Église Saint-Barthélemy de Lupiac
L'église Saint-Barthélemy de Lupiac est une église catholique située à Lupiac, dans le département français du Gers en France.

## Présentation
Lors de la visite pastorale de Mgr Nicolas-Augustin de La Croix d'Azolette en 1846, il fut décidé de remplacer l'édifice ancien trop petit et en mauvais état par une nouvelle église. 
L'église date de 1849, il ne reste de l'ancienne église que le portail gothique.
L’architecte de l'édifice est M. Duran de Samatan.
En 1999, une statue d'une pietà en bois sculpté de 1.50 mètre de hauteur a été restaurée, cette statue se trouvait dans l'ancien hospice Saint-Jacques jusqu'en 1846.

## Galerie

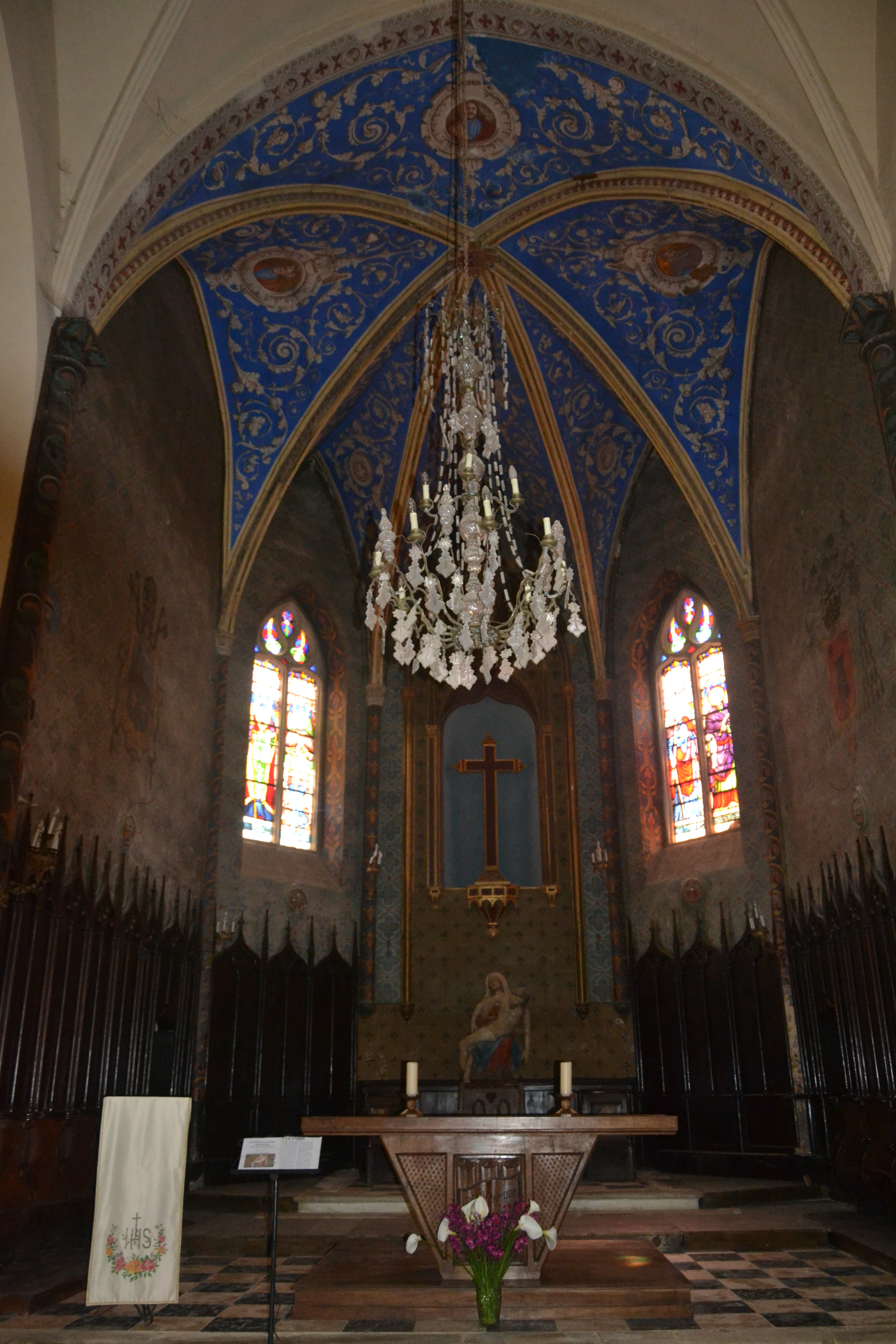
Le maître autel en bois sculpté. En arrière-plan est peint sur l'abside une piétà
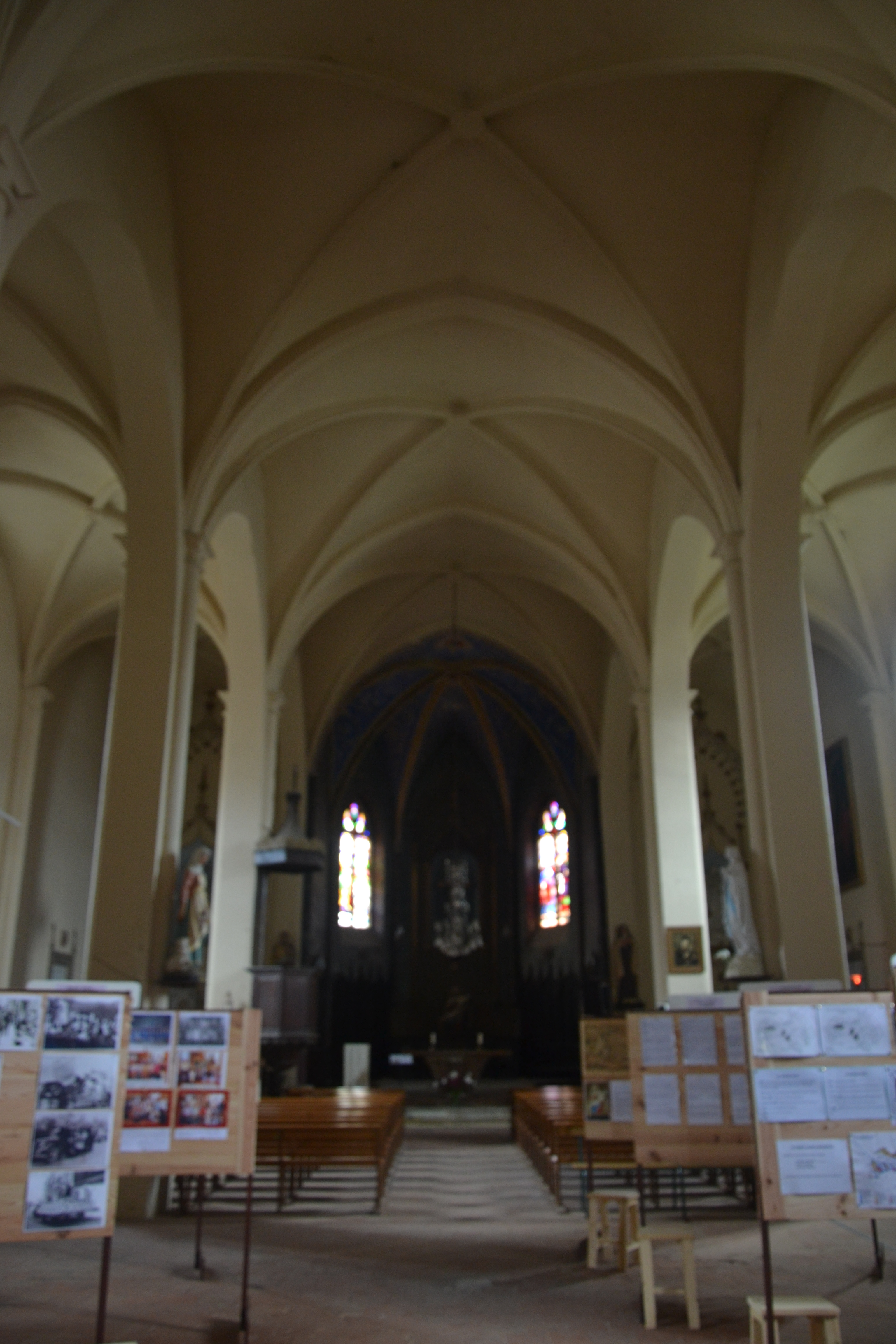
La nef et le chœur avec une exposition à l'entrée
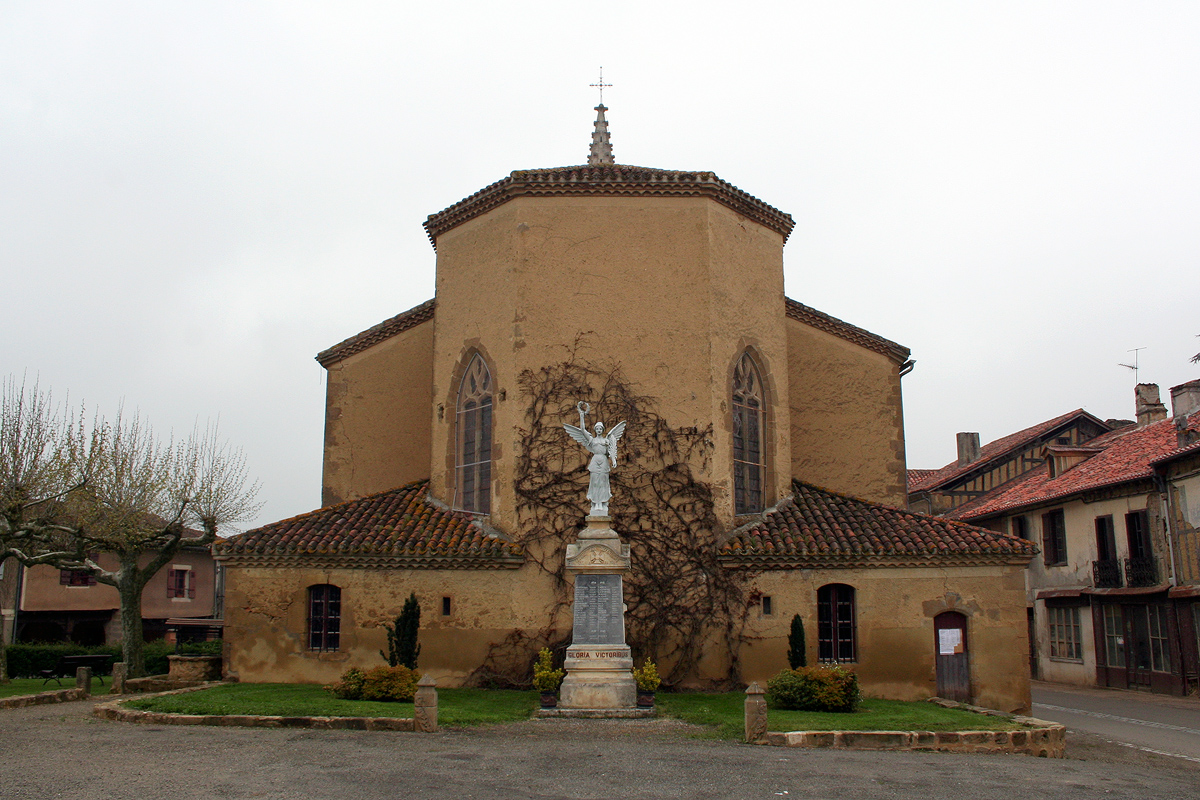
Le chevet et le monument aux morts
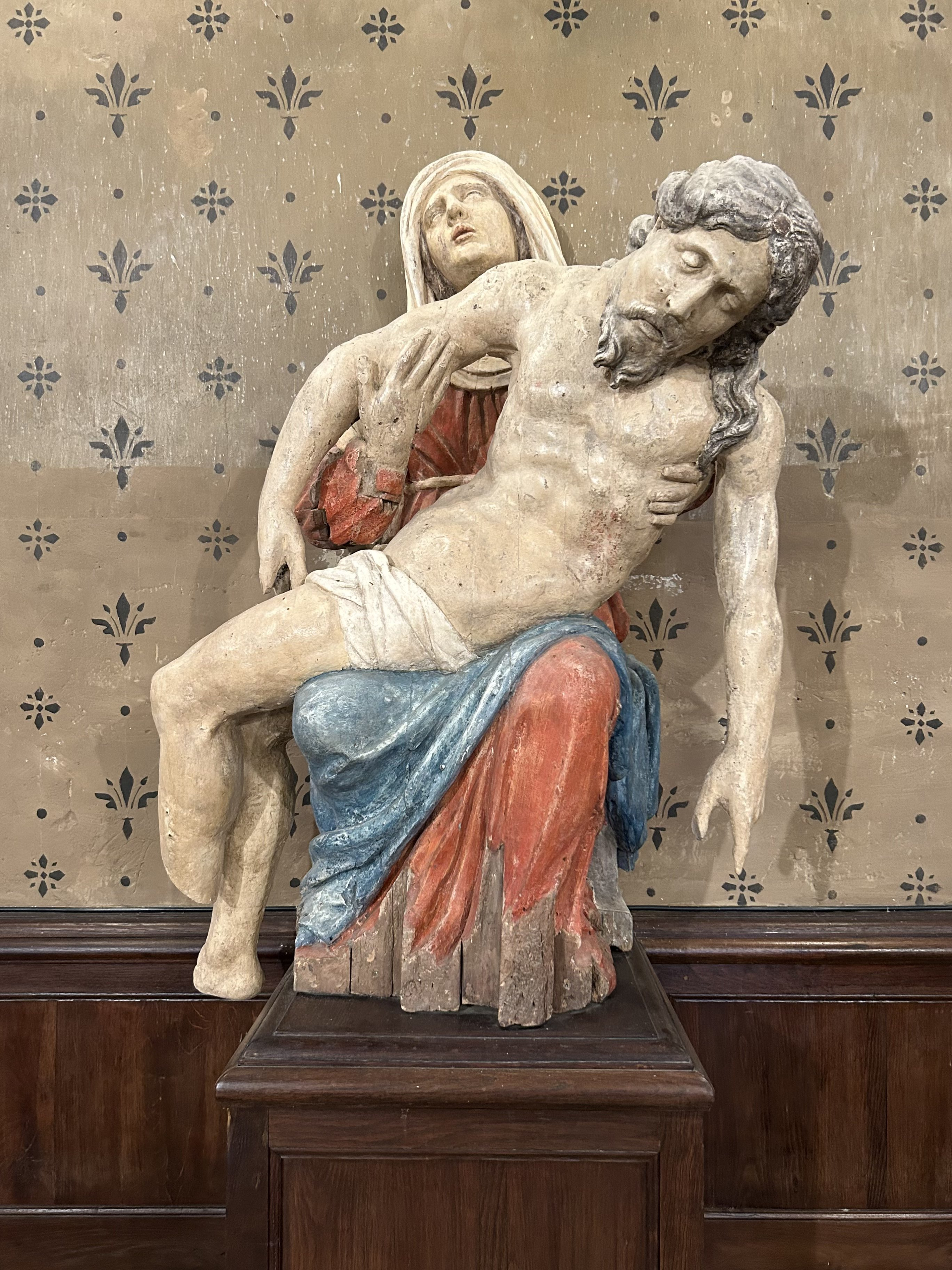